# デジレ・フランソワ・ロージェ
デジレ・フランソワ・ロージェ (Désiré François Laugée、1823年1月25日 - 1896年1月24日）は、フランスの画家である。農村の人々の生活や、宗教画を描いた。

## 略歴
ノルマンディー、セーヌ＝マリティーム県のマロンム(Maromme)の商人の家に生まれた。1825年に家族とエーヌ県のサン＝カンタンに移った。サン＝カンタンの美術学校で学び、サン＝カンタンで美術学校の校長をしていたルイ・ニコラ・ルマール（Louis Nicolas Lemasle: 1788–1876)にも学んだ。
ルマールに勧められてパリにでて、パリ国立高等美術学校に入学しフランソワ＝エドゥアール・ピコの生徒になった。1845年にパリのサロンに作品が受理された。イギリスやベルギーで修行した。
サン＝カンタン近くの村ノーロワ(Nauroy)出身の画家ジャン＝バティスト・マレジュー（Jean-Baptiste Malézieux: 1818-1906）と友人になり、1950年にマレジューの妻の姉妹とノーロワで結婚した。ノーロワで暮らしスタジオも開き、「ノーロワの画家(Maître de Nauroy)」と呼ばれた。
パリのサロンには1845年から1896年の間、毎年出展し、何度か賞を受賞した。農村の日常を題材に描くことが多かったが、肖像画も描いた。パリのサントトリニテ教会やサント・クロチルド聖堂、サン・ピエール・デュ・グロカイルー教会(Église Saint-Pierre-du-Gros-Caillou)やサン＝カンタンの教会などの装飾画も描いた。
1865年レジオンドヌール勲章（シュバリエ）を受勲した。
1896年にパリで亡くなった。息子のジョルジュ・ロージェ（Georges Paul François Laurent Laugée: 1853-1937）は画家になり、娘は画家のジュリアン・デュプレ（Julien Dupré: 1851-1910）と結婚した。

## 作品

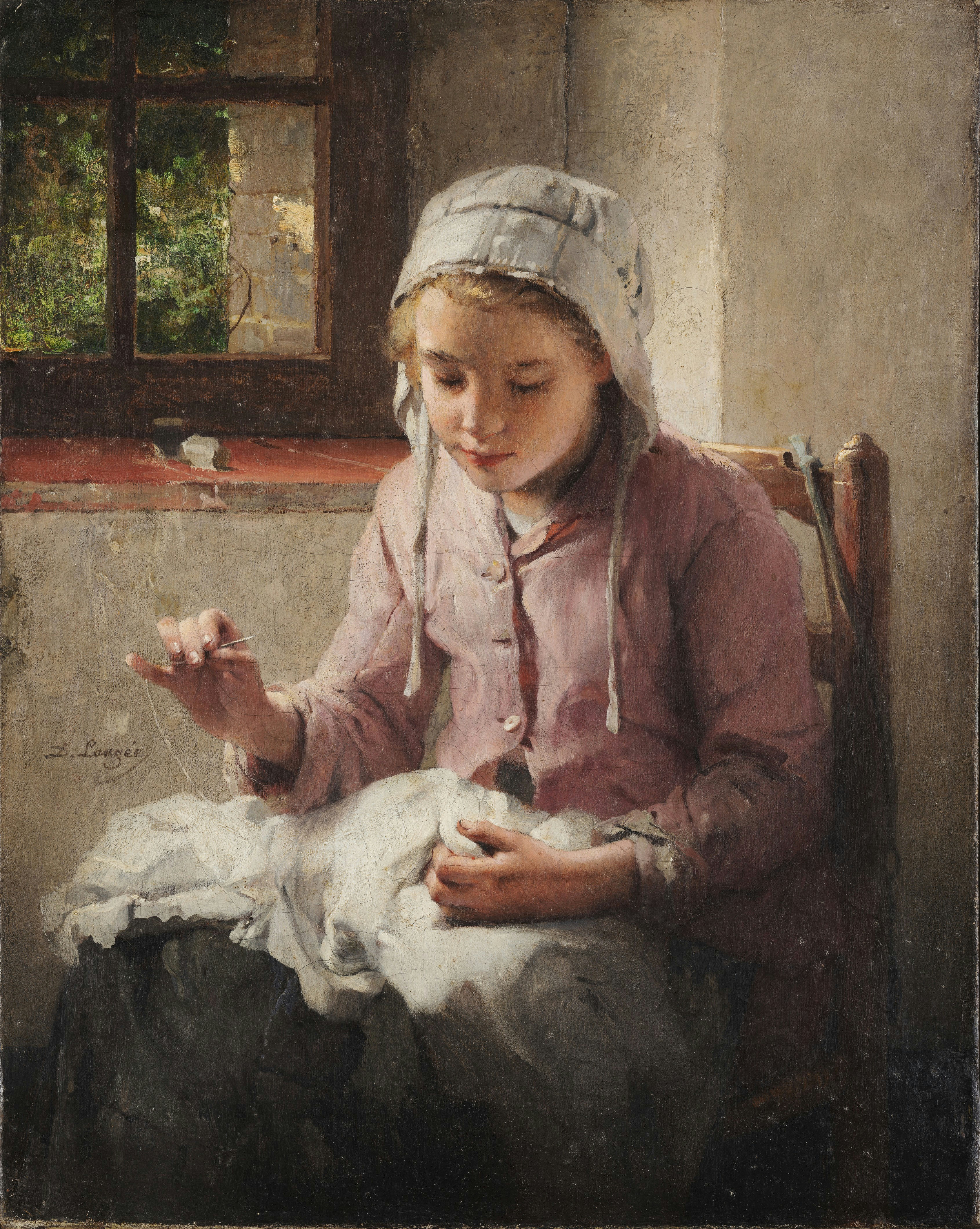
縫物 国立美術館 (ブラジル)
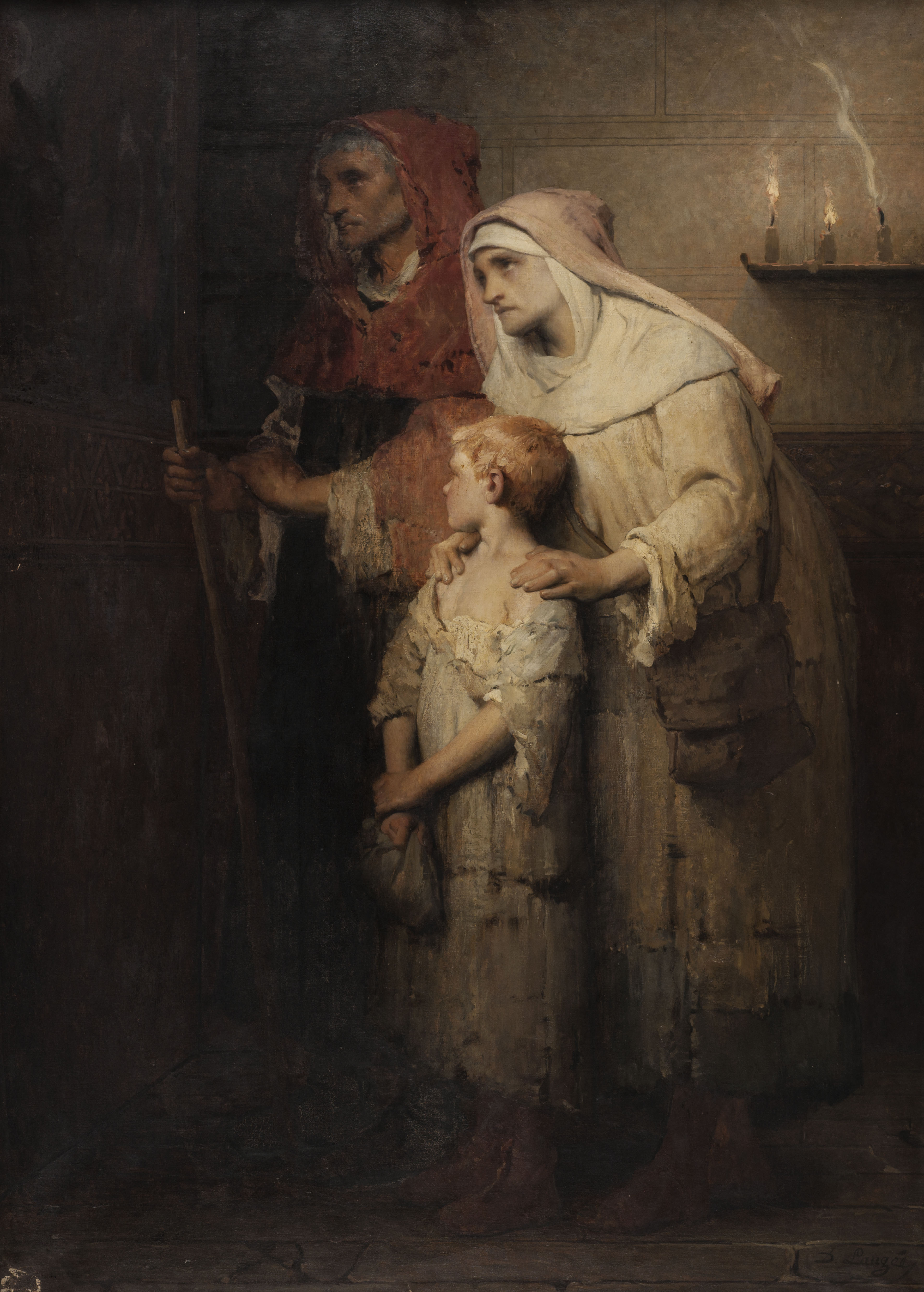
「祈り、または巡礼」(c.1883) Musée des Beaux-Arts de la ville de Paris
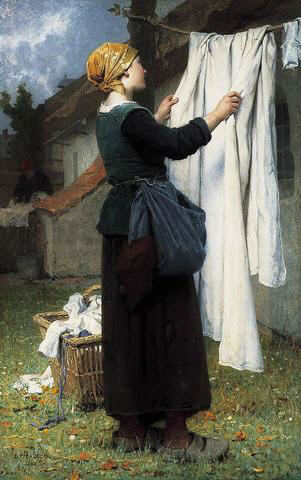
村の洗濯女
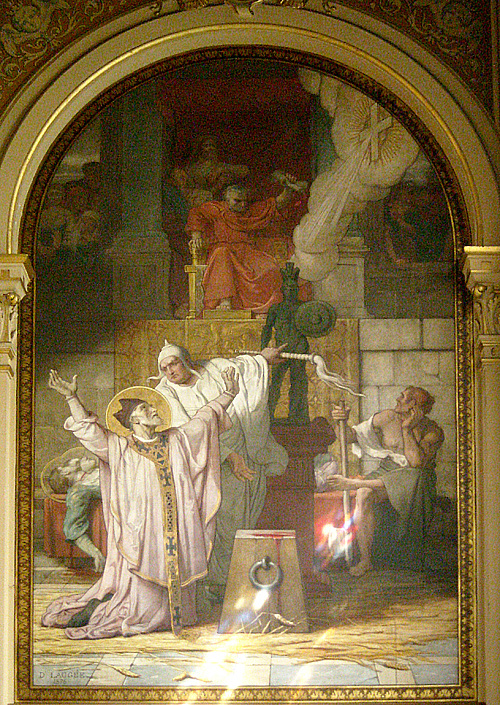
サントトリニテ教会の宗教画

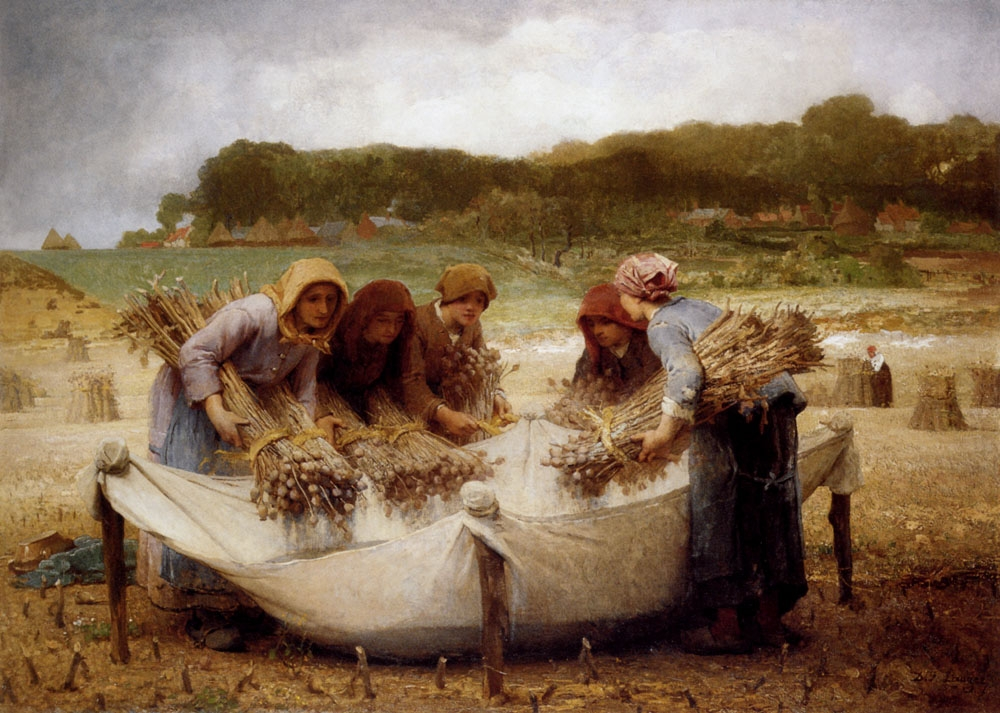
ポピーの収穫
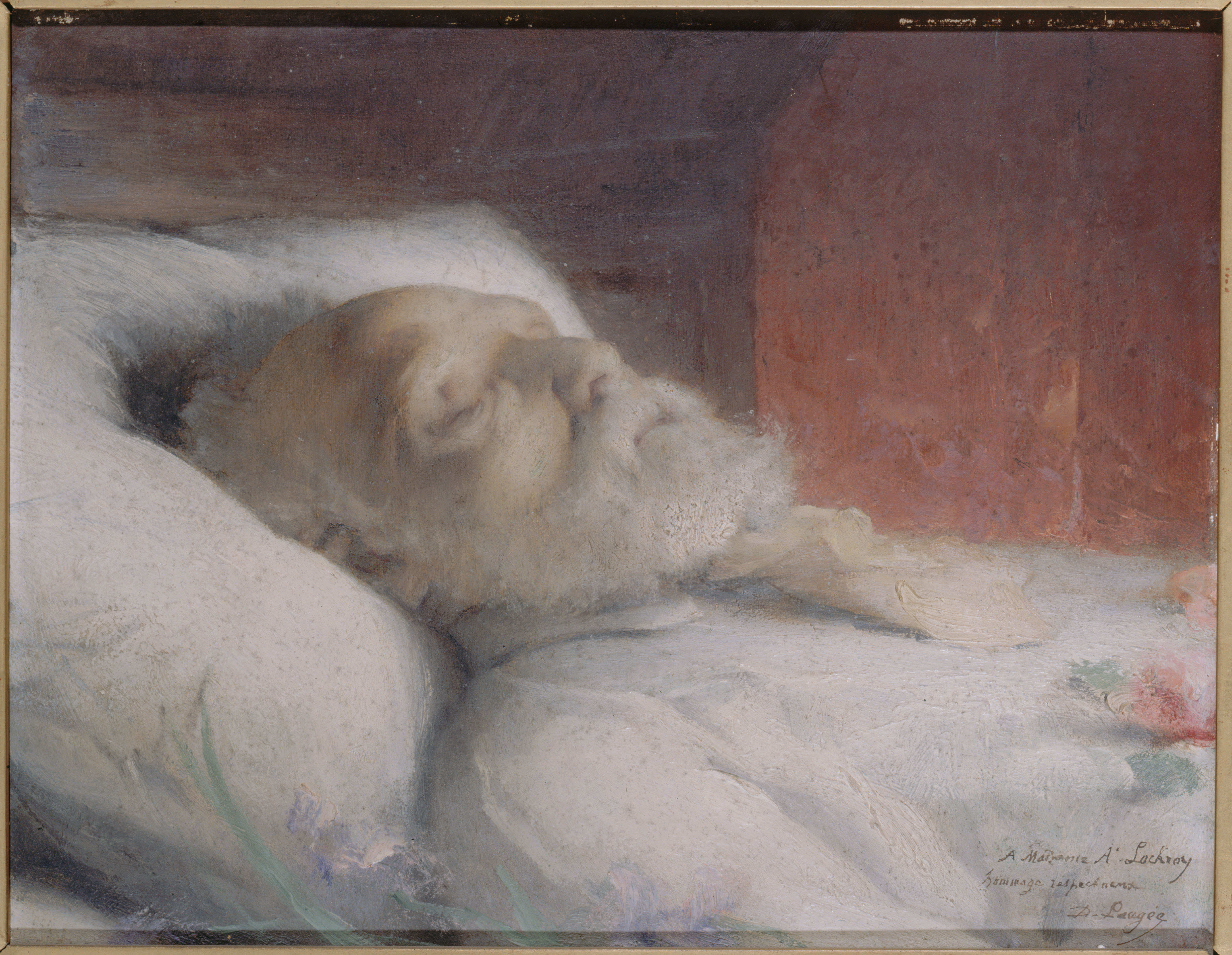
臨終のヴィクトル・ユーゴー
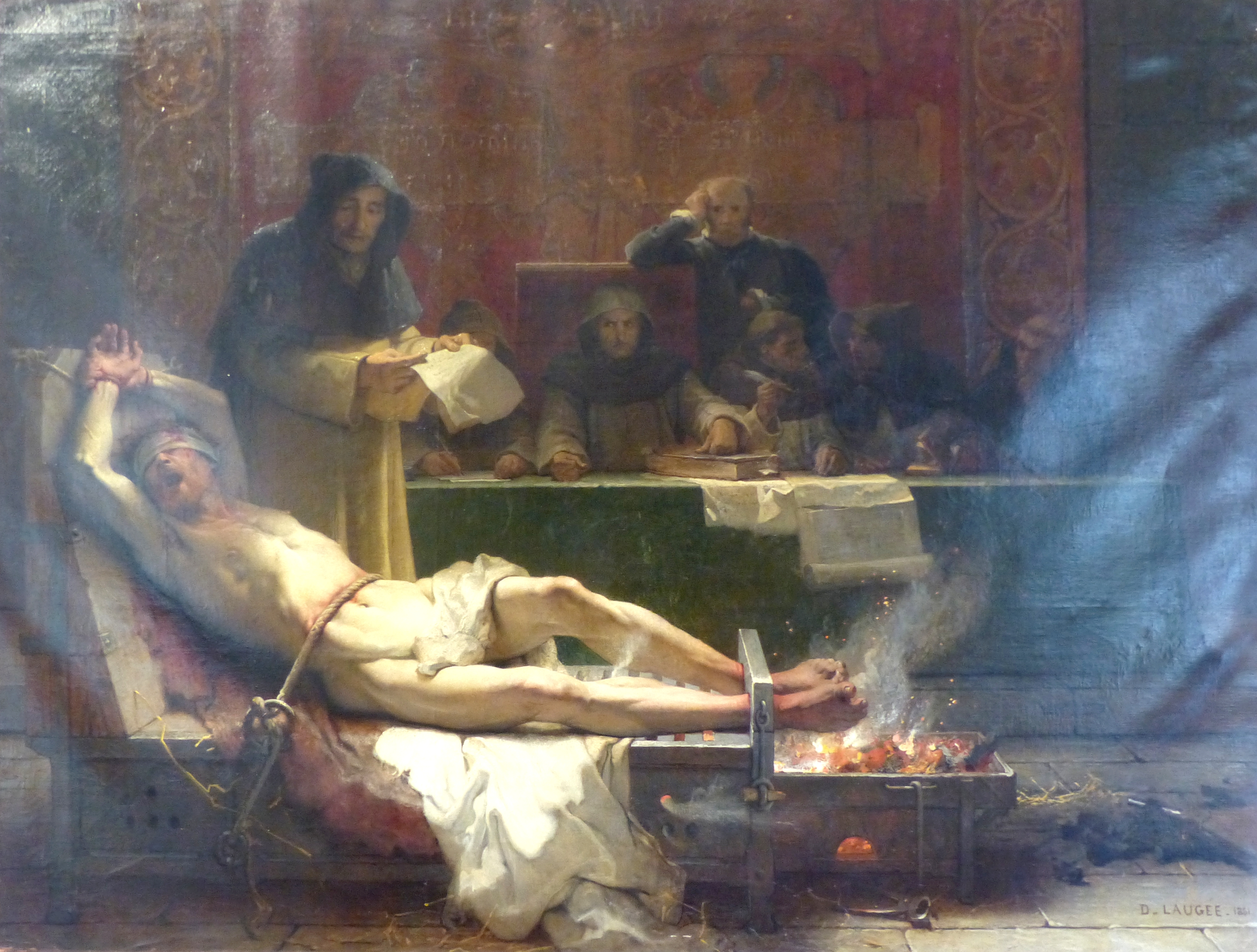
アラスの異端裁判 (1881) Calvet Museum